# Terme Tuhelj
Teme Tuhelj so zdraviliški in rekreacijski center na Hrvaškem.
Terme Tuhelj so največje rekreacijsko središče s termalno vodo V bližini Zagreba. Ležijo v Hrvaškem Zagorju na nadmorski višini okoli 161 mnm oddaljene okoli pet minut od centra naselja Tuheljske Toplice ter okoli 46 km od Zagreba. Podnebje je zmerno kontinentalno s srednjo letno temperaturo okoli 19ºC. V zraku je zaznati radon, ki nastane kot posledica izparevanja rahlo radioaktivne vode, ki je bogata še s plemenitimi plini, ki delujejo kot pomirjevalno sredstvo. 

## Naravno zdravilno sredstvo
Naravno zdravilno sredstvo je indiferentna žveplena rahlo radioaktivne voda s temperaturo 32,5ºC, ter zdravilno blato.

## Zdravljenje
- Indikacije: revmatične, urološke, kožne bolezni ter bolezni dihal.
- Kontraindikacije: akutna stanja
- Izvajanje zdravljenja:kopeli (v bazenih in posamezne kopeli), blatne obloge, medicinska telovadba, elektro in termoterapije, trakcije in vse vrste masaž, možnost dietne prehrane, ter delavna in krioterapija.[1]

## Rekreacija
Trije pokriti in pet zunanjih bazenov, savne, tenis, namizni tenis, ribolov, avtomatsko kegljišče, sprehodi in kolesarjenje.